# Polydactylos aprilinus
Polydactylos aprilinus är en fjärilsart som beskrevs av Clayton Dissinger Mell 1942. Polydactylos aprilinus ingår i släktet Polydactylos och familjen sikelvingar. Inga underarter finns listade i Catalogue of Life.